# العلاقات الإثيوبية الكورية الجنوبية
العلاقات الإثيوبية الكورية الجنوبية هي العلاقات الثنائية التي تجمع بين إثيوبيا وكوريا الجنوبية.

## مقارنة بين البلدين
هذه مقارنة عامة ومرجعية للدولتين:
| وجه المقارنة                                              | إثيوبيا                        | كوريا الجنوبية                                                          |
| --------------------------------------------------------- | ------------------------------ | ----------------------------------------------------------------------- |
| المساحة (كم2)                                             | 1.10 مليون                     | 100.30 ألف                                                              |
| عدد السكان (نسمة)                                         | 104.96 مليون                   | 51.47 مليون                                                             |
| الكثافة السكانية (ن./كم²)                                 | 95.42                          | 513.16                                                                  |
| العاصمة                                                   | أديس أبابا                     | سول                                                                     |
| اللغة الرسمية                                             | اللغة الأمهرية                 | اللغة الكورية                                                           |
| العملة                                                    | بير إثيوبي                     | وون كوري جنوبي                                                          |
| الناتج المحلي الإجمالي (بليون دولار)                      | 80.56 مليار                    | 1.53 تريليون                                                            |
| الناتج المحلي الإجمالي (تعادل القوة الشرائية) بليون دولار | 161.90 مليار                   | 1.75 تريليون                                                            |
| الناتج المحلي الإجمالي الاسمي للفرد دولار أمريكي          | 619                            | 27.22 ألف                                                               |
| الناتج المحلي الإجمالي للفرد دولار أمريكي                 | 1.50 ألف                       |                                                                         |
| مؤشر التنمية البشرية                                      | 0.442                          | 0.901                                                                   |
| رمز المكالمات الدولي                                      | +251                           | +82                                                                     |
| رمز الإنترنت                                              | .et                            | .kr                                                                     |
| المنطقة الزمنية                                           | ت ع م+03:00، توقيت شرق أفريقيا | توقيت كوريا الجنوبية، ت ع م+09:00، آسيا/سيول ‏، ت ع م+08:00، ت ع م+08:30 |

## مدن متوأمة
في ما يلي قائمة باتفاقيات التوأمة بين مدن إثيوبية وكورية جنوبية:
- ترتبط أديس أبابا مع تشنتشون باتفاقية توأمة منذ 2004.

## منظمات دولية مشتركة
يشترك البلدان في عضوية مجموعة من المنظمات الدولية، منها:
| علم المنظمة | اسم المنظمة                                                | تاريخ انضمام إثيوبيا | تاريخ انضمام كوريا الجنوبية |
| ----------- | ---------------------------------------------------------- | -------------------- | --------------------------- |
|             | مؤسسة التمويل الدولية                                      | 20 يوليو 1956        | 16 مارس 1964                |
|             | منظمة حظر الأسلحة الكيميائية                               | ?                    | ?                           |
|             | البنك الإفريقي للتنمية                                     | ?                    | ?                           |
|             | يونسكو                                                     | 1 يوليو 1955         | 14 يونيو 1950               |
|             | الأمم المتحدة                                              | 13 نوفمبر 1945       | 17 سبتمبر 1991              |
|             | منظمة الشرطة الجنائية الدولية                              | ?                    | ?                           |
|             | البنك الدولي للإنشاء والتعمير                              | 27 ديسمبر 1945       | 26 أغسطس 1955               |
|             | العملية المشتركة للاتحاد الأفريقي والأمم المتحدة في دارفور | ?                    | ?                           |
|             | الاتحاد البريدي العالمي                                    | ?                    | ?                           |
|             | مؤسسة التنمية الدولية                                      | 11 أبريل 1961        | 18 مايو 1961                |
|             | الفريق المعني برصد الأرض                                   | ?                    | ?                           |
|             | وكالة ضمان الاستثمار متعدد الأطراف                         | 13 أغسطس 1991        | 12 أبريل 1988               |

## وصلات خارجية
- موقع وزارة الخارجية الإثيوبية
- موقع وزارة الخارجية الكورية الجنوبية